# Odum
Odum és una població dels Estats Units a l'estat de Geòrgia. Segons el cens del 2000 tenia 414 habitants.

## Demografia
Segons el cens del 2000, Odum tenia 414 habitants, 163 habitatges, i 119 famílies. La densitat de població era de 82,4 habitants/km².
Dels 163 habitatges en un 33,7% hi vivien nens de menys de 18 anys, en un 61,3% hi vivien parelles casades, en un 8% dones solteres, i en un 26,4% no eren unitats familiars. En el 23,9% dels habitatges hi vivien persones soles el 12,9% de les quals corresponia a persones de 65 anys o més que vivien soles. El nombre mitjà de persones vivint en cada habitatge era de 2,54 i el nombre mitjà de persones que vivien en cada família era de 3,03.
Per edats la població es repartia de la següent manera: un 25,8% tenia menys de 18 anys, un 8,2% entre 18 i 24, un 27,5% entre 25 i 44, un 24,2% de 45 a 60 i un 14,3% 65 anys o més.
L'edat mediana era de 37 anys. Per cada 100 dones de 18 o més anys hi havia 91,9 homes.
La renda mediana per habitatge era de 37.188 $ i la renda mediana per família de 36.719 $. Els homes tenien una renda mediana de 28.250 $ mentre que les dones 18.000 $. La renda per capita de la població era de 15.699 $. Entorn de l'11,8% de les famílies i el 13,2% de la població estaven per davall del llindar de pobresa.

## Poblacions més properes
El següent diagrama mostra les poblacions més properes.